# Skyttegång

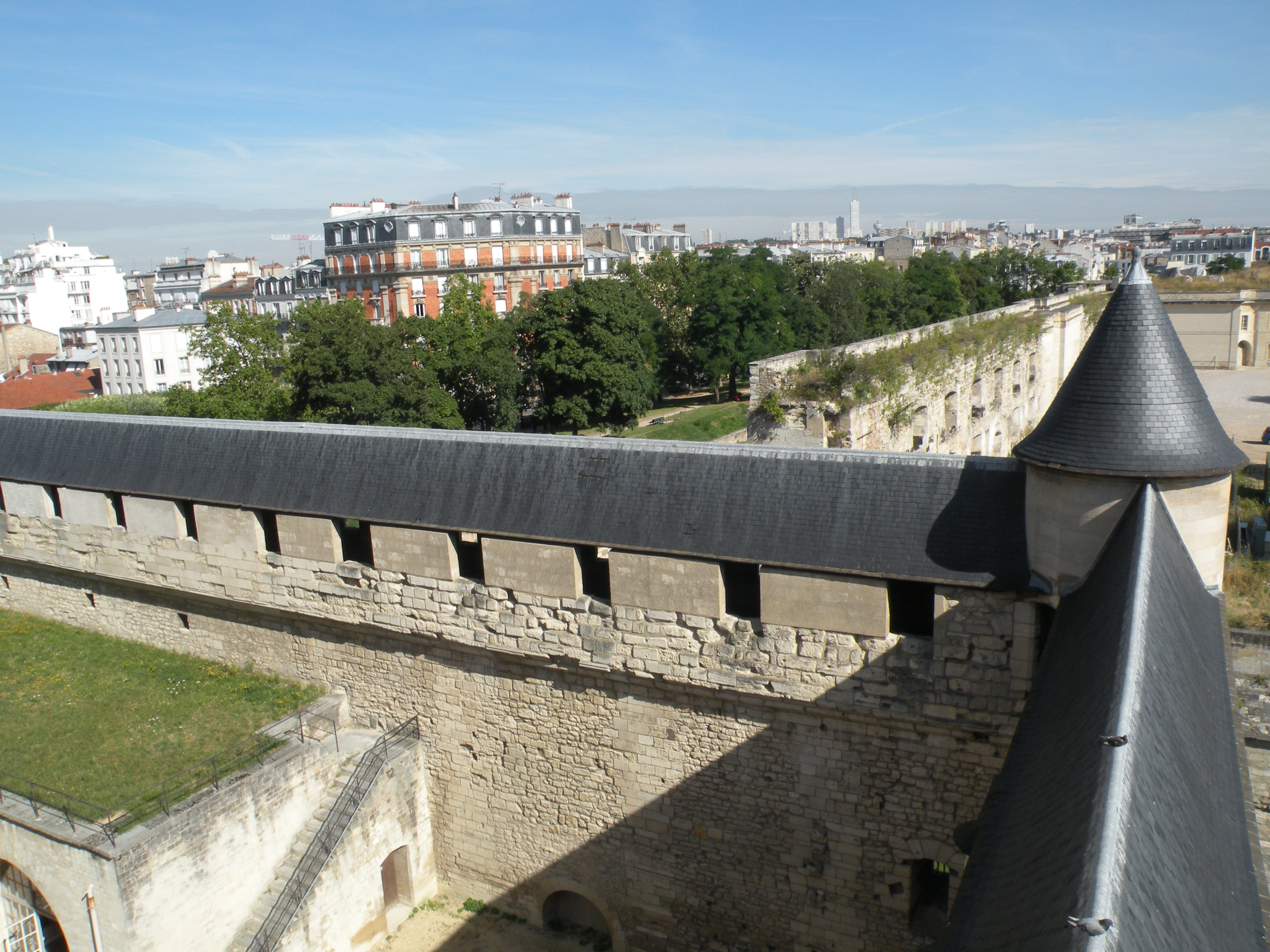
Skyttegång, övervälvd och inbyggd i murverket, Chateau de Vincennes.

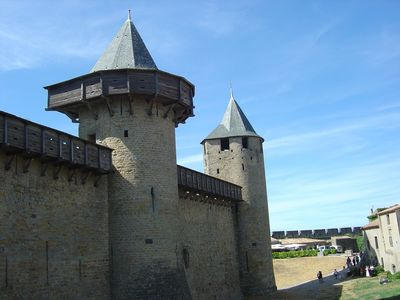
Utvändiga skyttegångar i trä, Carcassonne.

Skyttegång var en gång på en borg- eller stadsmur, avsedd för försvarsmanskapet. 
De fasta gångarna fanns uppe på den krenelerade muren, eller/och övervälvda inuti murverket. Andra var, ofta takförsedda, träkonstruktioner på in- eller utsidan av muren. De inre var uppbyggda på stolpverk, de utvändiga skyttegångarna vilade på inmurade bjälkar, som i vissa fall kunde tas bort.

## Källa
- Svensk uppslagsbok